# 14-й проезд Марьиной Рощи
14-й прое́зд Ма́рьиной Ро́щи — улица на севере Москвы в районе Марьина Роща Северо-Восточного административного округа, между Шереметьевской улицей и 17-м проездом Марьиной Рощи. Назван по местности Марьина Роща, находившейся вблизи деревни Марьино (на месте нынешней Калибровской улицы). До 1929 года 9—15-й проезды Марьиной Рощи назывались соответственно 1—7-й проезды Марьиной Рощи за линией железной дороги.

## Расположение
Проходит с востока на запад, начинается от Шереметьевской улицы напротив улицы Веткина и заканчивается на Старомарьинском шоссе, переходя в 17-й проезд Марьиной Рощи.